# 多布雷城
多布雷城（波蘭語：Dobre Miasto，波蘭語發音：[ˈdɔbrɛ ˈmjastɔ]；德語： [ˈɡʊt.ʃtat] ⓘ，古特施塔特）是波蘭瓦爾米亞-馬祖里省的城鎮，位於該國北部，距離省会奧爾什丁25公里，始建於1326年，面積4.86平方公里，2006年人口10,489。

## 外部連結

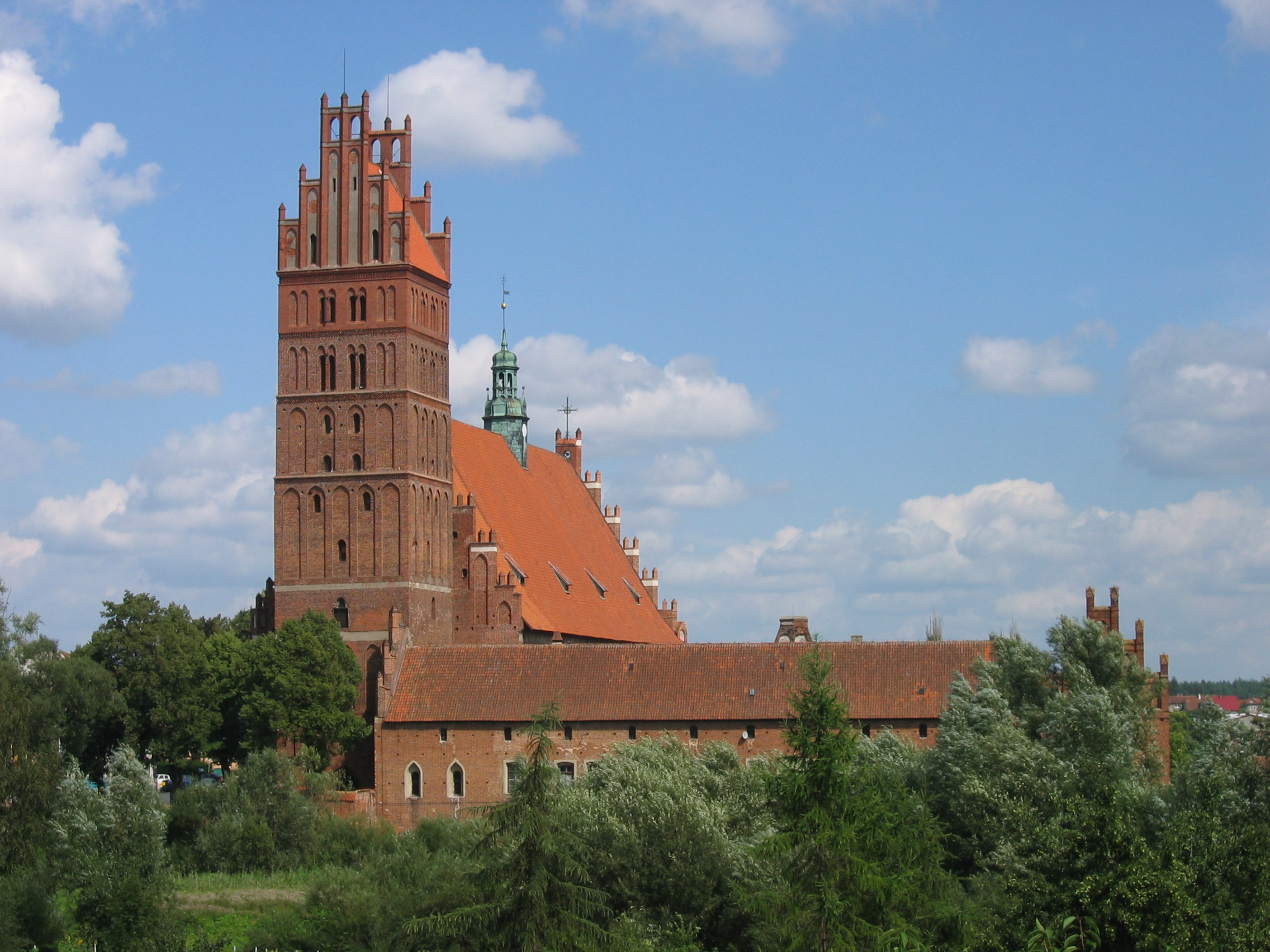

- Official site of Dobre Miasto （页面存档备份，存于）

53°59′N 20°24′E / 53.983°N 20.400°E